# Aigialosaurier
Aigialosaurier (Aigialosauridae) waren mittelgroße, an ein aquatisches Leben angepasste diapside Reptilien, die vom späten Oberjura (Tithonium) bis zur frühen Oberkreide (Turonium) an den Küsten Europas lebten. Ein unvollständiger Schädel stammt aus dem Tithonium von Süddeutschland, mehrere Skelette aus Ablagerungen des Cenomanium und des Turonium fand man in Jugoslawien.

## Merkmale
Ihr Schädel ähnelt dem der Mosasaurier, die acht Halswirbel und das postcraniale Skelett eher dem der rezenten Warane. Die Gliedmaßen sind etwas reduziert, aber noch nicht zu Flossen umgewandelt wie bei den Mosasauriern. Der lange Schwanz ist seitlich zusammengedrückt und am äußersten Ende, wie bei den Ichthyosauriern, nach unten gebogen.

## Systematik
Die Monophylie der Aigialosaurier ist nicht gesichert, sie könnten die Schwestergruppe der Mosasaurier sein, oder es handelt sich um eine Gruppe primitiver Mosasaurier.

## Gattungen
- Aigialosaurus
- Carsosaurus
- Coniasaurus
- Opetiosaurus
- Proaigialosaurus

## Weiterführende Literatur
- Alex R. Dutchak: A review of the taxonomy and systematics of aigialosaurs. In: Netherlands Journal of Geosciences – Geologie en Mijnbouw. Bd. 84, Nr. 3, 2005, ISSN 0016-7746, S. 221–229, Digitalisat (PDF; 134,44 kB) (Memento vom 16. Juli 2011 im Internet Archive).